# Buga
Buga – miasto w zachodniej Kolumbii, w Kordylierze Zachodniej.
Liczba mieszkańców w 2010 roku wynosiła ok. 99 tys.
W mieście rozwinął się przemysł spożywczy. Ośrodek turystyczny i pielgrzymkowy.